# Пер Гюнт (спектакль)
Пер Гюнт — спектакль в постановке московского театра Ленком по драматической поэме норвежского драматурга Генрика Ибсена. Премьера состоялась 25 марта 2011 года. Спектакль идет 2 часа 15 минут с одним антрактом.

## В ролях
| Актёр                                   | Роль                              |
| --------------------------------------- | --------------------------------- |
| Антон Шагин                             | Пер Гюнт                          |
| Сергей Степанченко                      | Пуговичник                        |
| Александра Захарова                     | Озе, мать Пер Гюнта               |
| Алла Юганова/Анастасия Мрчук            | Сольвейг                          |
| Светлана Илюхина                        | Ингрид                            |
| Александра Виноградова                  | Анитра                            |
| Виктор Раков                            | Даворский дед, король троллей     |
| Семен Шкаликов                          | Мас Мон                           |
| Иван Агапов                             | Отец Сольвейг, Незнакомка, Доктор |
| Анатолий Попов, Константин Петухов      | Мелкий Тролль                     |
| Алексей Скуратов                        | Цыган                             |
| Виталий Боровик                         | Гуссейн                           |
| Василий Веретин, Семен Лось, Иван Семин | Сын Ингрид                        |

## Над спектаклем работали
- Автор сценической версии: Марк Захаров
- Постановка: Марк Захаров, Олег Глушков
- Режиссёр: Игорь Фокин
- Художник-постановщик: Алексей Кондратьев
- Композитор: Сергей Рудницкий
- Художник по костюмам: Ирэна Белоусова
- Художник по свету: Евгений Виноградов
- Хормейстер: Ирина Мусаэлян
- Педагог Балетмейстер: Антон Лещинский
- Технический директор: Дмитрий Кудряшов
- Директор театрального проекта: Марк Варшавер

## Краткое содержание
Отец главного героя был состоятельным и уважаемым купцом, но вскоре спился и промотал все своё состояние. Оставшись вдвоем с матерью, Пер Гюнт не вешает нос и строит планы возвращения растерянного богатства. В своих ветреных мечтах, юноша готов пуститься на любую авантюру: похитить со свадьбы невесту, только ради того, чтобы через несколько минут бросить её, обвенчаться с дочкой короля троллей или перепробовать сотни других ролей — стать вождем бедуинов, ловким дельцом и обыкновенным бродягой. Встретив прекрасную Сольвейг, герой обретает счастье в самом начале своего пути, но он не замечает главного — в надежде отыскать лучшую долю, пылкий юноша пускается в дальние странствия. В своих путешествиях он побывает в черных марокканских портах, пройдет с караванами через пустыню, увидит лик легендарного Сфинкса и даже окажется в каирском сумасшедшем доме. По пятам за главным героем следует загадочный и ужасный Пуговичный мастер, который вскоре объявит Перу Гюнту, что за все совершённые грехи ему, словно старой и бесполезной пуговице, пора отправляться на переплавку… И только верность и любовь прекрасной Сольвейг спасёт незадачливого героя.

## История спектакля
Специально для постановки был сделан новый перевод оригинала на русский язык, источник был адаптирован в пьесу и сильно укорочен. Спектакль содержит множество музыкальных номеров. Ещё до премьеры вокруг билетов развернулся ажиотаж, они были выкуплены заранее. Пресса и зрители тепло приняли спектакль, он получил множество лестных отзывов.
Марк Захаров: 
В спектакле будет то, что мне хочется сказать. Я долго с этим материалом возился. Много потерял и времени, и нервов. [...] Невозможно сейчас разучить и поставить такую огромную пьесу совершенно не сценического объема. Это и МХАТу не удалось в 1912 году, хотя, по-моему, что-то они там перекраивали... Можно назвать, что у нас это будет вольный перевод и некая собственная сценическая версия. Я осуществляю постановку вместе с молодым балетмейстером Олегом Глушковым. Он считается балетмейстером, но на самом деле у меня подозрение, что у него хорошие режиссёрские мозги. Я видел его студенческие работы в ГИТИСе. Сейчас он первый раз выходит на сцену как режиссёр, помимо того, что он ставит основную хореографию спектакля.